# Maria Bommer
Maria Bommer (* 6. Jänner 1942 in Sankt Johann im Pongau) ist eine ehemalige österreichische Politikerin (SPÖ). Sie war von 1994 bis 2004 Abgeordnete zum Salzburger Landtag und von 1999 bis 2004 Dritte Landtagspräsidentin. 
Bommer besuchte zwischen 1948 und 1956 die Volks- und Hauptschule in St. Johann im Pongau und arbeitete danach bis 1959 in der Textilindustrie in Vorarlberg. Danach war sie von 1959 bis 1961 als Lohnbuchhalterin in ihrer Heimatstadt tätig.
Bommer trat 1964 der SPÖ bei und begann ihre politische Karriere 1984 als Bezirksfrauenvorsitzende und stellvertretende Bezirksparteivorsitzende der SPÖ im Pongau. Sie fungierte daneben zwischen 1984 und 2004 als Mitglied des Landesfrauenkomitees, war während dieser Zeit zudem Mitglied des SPÖ-Landesparteivorstandes und gehörte von 1994 bis 2004 dem SPÖ-Landesparteipräsidium an. Ihr erstes politisches Mandat nahm sie zwischen 1979 und 1984 als Mitglied der Gemeindevertretung von St. Johann war, danach war sie von 1984 bis 1988 Mitglied des Gemeinderates und von 1988 bis 2000 Vizebürgermeisterin. Bommer vertrat die SPÖ vom 2. Mai 1994 bis zum 27. April 2004 im Salzburger Landtag und wirkte vom 27. April 1999 bis zu ihrem Ausscheiden als Dritte Landtagspräsidentin. Bommer war zudem von 1994 bis 2004 Mitglied im Kuratorium für Landeshilfe.

## Auszeichnungen
- Ehrenring der Stadtgemeinde St. Johann im Pongau (2000)
- Goldenes Ehrenzeichen des Landes Salzburg (2004)